# Eduardo Macaluse
Eduardo Gabriel Macaluse (n. el 17 de marzo de 1959) es un profesor de castellano y literatura y político argentino. Fue diputado nacional por su provincia natal Buenos Aires durante el período 1999 - 2011.
De su único matrimonio con Maria Fernanda Monteros, tuvo 3 hijos llamados: Maria Pilar (1986), Patricio Gabriel (1988) e Ignacio Martin (1990)

## Biografía
Macaluse se graduó como profesor en castellano y literatura y ejerció en varias escuelas del con urbano bonaerense.
Comenzó su militancia política y social en relación con los indígenas de Neuquén y a la sombra de monseñor Jaime de Nevares.
En 1986 fue uno de los fundadores del Sindicato Unificado de Trabajadores de la Educación de Buenos Aires (SUTEBA). Desde entonces formó parte del Consejo Directivo de dicho sindicato y se desempeñó como Secretario General adjunto. También integró la Junta Ejecutiva de CTERA como Secretario de Relaciones Internacionales.
En 1999 renunció a ambos puestos para asumir una banca como diputado nacional desde el Frepaso liderado por Carlos Chacho Álvarez en representación de la Alianza UCR-Frepaso que llevó a Fernando de la Rúa a la presidencia. En 2001 tras el ingreso de Domingo Cavallo al gobierno renuncia a esa coalición y se afilia al ARI.
En 2007 es reelecto como diputado nacional por la Coalición Cívica ARI y tras asumir la banca renuncia a ese partido político con motivo de su desacuerdo con el abierto rechazo de su líder Elisa Carrió al nuevo aumento de retenciones al sector agroindustrial por el Gobierno de Cristina Fernández de Kirchner y con su desplazamiento de la Presidencia del bloque. Junto a otros legisladores forma un nuevo bloque denominado Solidaridad e Igualdad (SI). En 2009 SI se integra al Interbloque Proyecto Sur liderado por Pino Solanas.
Como diputado nacional votó a favor de leyes como: el matrimonio igualitario, la reestatización de Aerolíneas Argentinas, la Ley de Medios y la expropiación de YPF.
A fines de 2011 venció su mandato como diputado nacional y en el año 2012 estuvo militando dentro del espacio Frente Amplio Progresista, liderado por Hermes Binner.
Posteriormente se alejó de la política para desempeñarse como profesor de Literatura en una escuela secundaria de La Matanza.